# آب‌انبار رجو
آب‌انبار رجو مربوط به دوره پهلوی است و در شهرستان صدوق، بخش خضرآباد، شهر ندوشن، ۶ کیلومتری جنوب شرق روستای نیوک واقع شده و این اثر در تاریخ ۲۷ بهمن ۱۳۸۷ با شمارهٔ ثبت ۲۴۷۴۱ به‌عنوان یکی از آثار ملی ایران به ثبت رسیده است.